# Viaggio di Vasco Núñez de Balboa
Il viaggio di Vasco Núñez de Balboa alla scoperta dell'Oceano Pacifico rappresenta uno degli eventi centrali nel quadro delle esplorazioni spagnole nel Nuovo Mondo, consolidando la posizione della Spagna come potenza coloniale e aprendo nuove rotte per il commercio e la conquista delle Americhe .
Il viaggio di Vasco Núñez de Balboa alla scoperta dell'Oceano Pacifico rappresenta una pietra miliare nelle esplorazioni geografiche del XVI secolo. La sua impresa contribuì a riscrivere la mappa del mondo conosciuto, confermando che il continente americano era separato da un oceano vasto e fino ad allora sconosciuto. Sebbene Balboa non avesse la possibilità di vedere gli sviluppi successivi della sua scoperta, il suo viaggio aprì la strada per future esplorazioni e colonizzazioni spagnole, che avrebbero incluso la circumnavigazione del globo e l'espansione verso le ricche terre dell'Asia. L'impatto della sua scoperta si riflette ancora oggi nel rafforzamento della posizione della Spagna come potenza dominante nel Pacifico e nelle Americhe .

## Antefatti
Nel 1510, Vasco Núñez de Balboa giunse nella regione del Darién, nell'attuale Panama, un'area strategica per le operazioni spagnole nell'America Centrale. Balboa si stabilì lì con l'intento di rafforzare la presenza spagnola, fondando la città di Santa María la Antigua del Darién, la prima città spagnola sul continente americano situata a sud del Golfo del Darién . Questo insediamento divenne il centro delle sue operazioni nella regione. L'area era caratterizzata da fitte giungle, montagne e un clima caldo e umido, che presentavano grandi difficoltà per i coloni e gli esploratori. Tuttavia, la posizione geografica era cruciale per l'espansione verso l'interno del continente e l'eventuale scoperta di nuovi mari e risorse.
Durante la sua permanenza nella regione, Balboa venne a conoscenza da alcuni abitanti locali di un grande mare a sud, che si rivelò essere l'Oceano Pacifico. Le informazioni che Balboa raccolse dalle popolazioni indigene erano di fondamentale importanza. La scoperta di questo oceano dava speranza di una rotta commerciale alternativa verso l'Asia, poiché si pensava che le terre asiatiche potessero trovarsi oltre questo mare. Balboa, forte della sua esperienza e del suo ambizioso spirito di conquista, decise di intraprendere un viaggio esplorativo per raggiungere questo oceano sconosciuto, una missione che avrebbe cambiato la storia della geografia mondiale .

## Il viaggio
Nel settembre del 1513, Balboa iniziò il suo viaggio verso l'ignoto, dirigendosi verso le montagne del Darién, un'impresa che si rivelò lunga e difficile. Il gruppo di esploratori, composto da circa 190 uomini, affrontò condizioni ambientali particolarmente ostili. La traversata attraverso la giungla e il territorio montuoso del Darién fu costellata da difficoltà logistiche: il terreno impervio, la scarsità di cibo e l'umidità opprimente resero l'avanzamento faticoso. Inoltre, i fiumi impetuosi e le foreste dense complicavano ulteriormente la marcia. In queste circostanze, l'esperienza di Balboa come comandante militare si rivelò cruciale per mantenere la disciplina e la coesione del gruppo, nonostante il crescente malcontento tra gli uomini .
Oltre ai problemi ambientali, Balboa dovette affrontare anche le sfide legate alle tensioni con le popolazioni indigene, che, pur essendo in parte ostili, fornirono anche informazioni vitali sulla geografia della zona. Le conoscenze locali, in particolare quelle sulle montagne e sui fiumi, permisero al gruppo di evitare alcuni degli ostacoli più gravi e proseguire verso la scoperta di nuove terre .

### La Scoperta dell'Oceano Pacifico (25 settembre 1513)
Il 25 settembre 1513, dopo settimane di viaggio, Balboa e il suo gruppo raggiunsero una vetta montuosa dalla quale si poté finalmente scorgere il mare che gli indigeni chiamavano "Mar del Sur". Questo momento segnò una delle scoperte geografiche più significative del periodo delle esplorazioni. Il nome "Mar del Sur" venne dato al Pacifico poiché, rispetto ai territori già conosciuti dagli europei, il mare si trovava a sud. La vista di questo vasto oceano, che si estendeva oltre l'orizzonte, rappresentò una prova tangibile della separazione geografica tra il continente americano e le terre ad est, e suscitò un enorme interesse per le potenziali ricchezze del Pacifico, in particolare quelle che avrebbero potuto provenire dall'Asia. Balboa, dopo aver visto l'oceano, proclamò solennemente il possesso di queste acque in nome della corona spagnola, compiendo un atto simbolico di grande importanza. La scoperta fu celebrata come un successo per la Spagna, non solo dal punto di vista geografico ma anche politico, poiché apriva nuove opportunità per le esplorazioni future e per la colonizzazione di nuovi territori .
Dopo la scoperta, Balboa navigò lungo la costa dell'Oceano Pacifico, ma le condizioni per continuare l'esplorazione si rivelarono difficili. Le difficoltà logistiche, il malcontento tra gli uomini e la scarsità di risorse naturali limitarono il progresso della spedizione. Inoltre, Balboa non poté proseguire lungo la costa come inizialmente previsto, poiché dovette affrontare un crescente conflitto con le popolazioni indigene e con altri membri dell'élite coloniale. La regione che Balboa esplorò si estendeva fino alla moderna Costa Rica, ma non riuscì ad andare oltre per ragioni pratiche e politiche. Il viaggio si concluse con il ritorno di Balboa al Darién, ma la sua scoperta non passò inosservata. Sebbene la sua esplorazione non avesse avuto un impatto immediato, essa gettò le basi per le future esplorazioni spagnole nel Pacifico e per la ricerca di rotte commerciali verso l'Asia .